# Quarto (1913)
El Quarto fue un crucero protegido, único de su clase, construido por la Regia Marina italiana en la década de 1910. Su quilla se colocó en noviembre de 1909, fue botado en agosto de 1911 y se completó y entró en servicio en marzo de 1913. 
Fue el primer crucero italiano equipado con turbinas de vapor, lo que le dio una velocidad máxima de 28 nudos (52 km / h; 32 mph). Su alta velocidad era un requisito para el papel de Explorador, al que estaba diseñado a servir: un explorador para la flota principal italiana.

## Diseño
El Quarto fue diseñado por el teniente comandante italiano Giulio Truccone y estaba destinado a servir como explorador de la flota principal. Como tal, estaba equipado con turbinas de vapor que producían velocidades más altas que las antiguas máquinas de vapor de triple expansión utilizadas en cruceros anteriores. Fue el primer crucero italiano equipado con estas turbinas.
Tenía 126 metros de largo en la línea de flotación y 131,6 m de eslora total. Tenía una manga de 12,8 m y un calado de 4,1 m. Desplazaba 3.323 toneladas normalmente y hasta 3.497 a plena carga.

El buque estaba equipado con un par de mástiles de poste en las torres de mando principal y trasera. La nave solo estaba ligeramente blindada, con una cubierta de 38 mm de espesor y un revestimiento de 100 mm de espesor en su torre de mando principal.

Tenía una tripulación de 13 oficiales y 234 suboficiales y marineros.

### Propulsión
El sistema de propulsión del barco consistía en cuatro turbinas de vapor Parsons, cada una de las cuales impulsaba una hélice de tornillo con vapor suministrado por diez calderas Blechynden de carbón y petróleo. Los motores tenían una potencia nominal de 25,000 caballos de fuerza indicados (19,000 kW) para una velocidad máxima de 28 nudos (52 km/h; 32 mph), pero en las pruebas superó ambas cifras, alcanzando 29,215 ihp (21,786 kW) y 28,61 kn (52,99 km/h; 32,92 mph).

El Quarto tenía un radio de crucero de aproximadamente 2300 millas náuticas (4300 km; 2600 millas) a una velocidad de 15 nudos (28 km/h; 17 mph), y hasta 588 nmi (1089 km; 677 millas) cuando navegaba a máxima velocidad.

### Armamento
El Quarto estaba armado con una batería principal de seis cañones de 120 mm con cañas de 50 calibres, montados individualmente; dos fueron colocados uno al lado del otro en el castillo de proa, dos en la cubierta principal más atrás y dos en la cubierta superior a popa de la torre de mando trasera. Estos dos últimos cañones estaban ligeramente compensados, con el cañón de babor más atrás. Estas armas eran del mismo tipo empleado como armas secundarias en los acorazados de las clases Dante Alighieri y Conte di Cavour y fueron fabricadas por Armstrong Whitworth.

Una batería de seis cañones de 76 mm con cañas de 50 calibres, los mismos cañones utilizados en los acorazados italianos, proporcionaban una defensa de corto alcance. Y completaban su armamento dos tubos lanzatorpedos de 450 mm en lanzadores montados en la cubierta, aunque poco después de su puesta en servicio, estos fueron reemplazados por tubos sumergidos.

El buque también fue diseñado para transportar 200 minas marinas y, durante el período entre 1926 y 1927, transportó un hidroavión de reconocimiento Macchi M.18.

## Historial de servicio
El explorador Quarto fue construido en los astilleros de la Regia Marina en Venecia. Su quilla fue colocada el 14 de noviembre de 1909, mientras que su casco fue completado y botado el 19 de agosto de 1911, finalizando los trabajos en el buque a principios de 1913. Fue alistado en la flota el 31 de marzo de 1913.

### Primera Guerra Mundial
Al comienzo de la Primera Guerra Mundial, Italia declaró su neutralidad en agosto de 1914, pero para julio de 1915, la Triple Entente había convencido a los italianos de entrar en la guerra contra las Potencias Centrales; El principal oponente de Italia en el Adriático fue la Armada austrohúngara.
El almirante Paolo Thaon di Revel, jefe del gabinete naval italiano, creía que los submarinos austrohúngaros podían operar con demasiada eficacia en las estrechas aguas del Adriático, que también podían sembrarse fácilmente con campos de minas. La amenaza de estas armas submarinas era demasiado grave para que él usara la flota de manera activa. Por consiguiente, Revel decidió implementar el bloqueo en el extremo sur del Adriático, relativamente más seguro, con la flota principal, mientras que buques más pequeños, como las lanchas torpederas MAS, realizarían incursiones contra barcos e instalaciones austrohúngaros.
El explorador Quarto y los dos cruceros protegidos de la Clase Nino Bixio, el Nino Bixio y el Marsala, se asentaron en Brindisi durante la guerra, donde el estrecho Adriático se une al Mediterráneo.
Durante la guerra, los submarinos enemigos con frecuencia juzgaron mal la velocidad de Quarto como resultado de su calado muy superficial, que producía un patrón de onda engañoso en el casco. El buque escapó de los torpedos en numerosas ocasiones debido a este factor.
En diciembre de 1915, una fuerza austrohúngara de dos cruceros y cinco destructores intentó interceptar a unos buques de transporte que abastecían al Ejército de Serbia atrapado en Albania. El Quarto, comandado por el Contraalmirante Silvio Bellini, y el crucero ligero británico HMS Dartmouth, junto con cinco destructores franceses, salieron de Brindisi para interceptar a la flotilla austrohúngara. El crucero italiano Nino Bixio, el británico HMS Weymouth y cuatro destructores italianos les siguieron dos horas más tarde. El Quarto y El Dartmouth persiguieron al crucero explorador austro-húngaro SMS Helgoland intercambiando disparos a larga distancia, mientras que el buque austrohúngaro intentaba escapar. El Helgoland logró evadir a sus perseguidores al anochecer y ambos bandos regresaron a puerto.
En mayo de 1917, Bellini fue reemplazado por el contraalmirante Alfredo Acton.

El 14 de mayo de 1917, el Quarto no pudo participar en la Batalla del Estrecho de Otranto porque no tenía vapor en sus calderas cuando la fuerza italo-británica en Brindisi se enteró del ataque austrohúngaro en la zona.

### Tras la Gran Guerra
El explorador fue modificado en 1926-1927 para transportar un hidroavión de reconocimiento Macchi M.18.
A principios de la década de 1930, El Quarto fue enviado a aguas de Asia Oriental, donde reemplazó al crucero protegido Libia. La estancia del Quarto allí fue de corta duración, ya que fue transferido a África para apoyar la Segunda Guerra Italo-Etíope en 1935-36.
En 1936, tres de sus cañones de 76 mm fueron reemplazados por ametralladoras pesadas Breda M31 de 13,2 mm.

### La Guerra Civil Española
Durante la Guerra Civil Española, sirvió como buque insignia del Contraalmirante Alberto di Moriondo, comandante de los buques de guerra italianos que operaron en España con las patrullas de control naval del Comité de No Intervención en el conflicto español.
El 24 de mayo de 1937, mientras estaba amarrado en el puerto de Palma de Mallorca, El Quarto salió indemne de un bombardeo de dicho puerto realizado por aviones del bando republicano.

### Retirada del servicio activo
En agosto de 1938, el buque sufrió una explosión de una de sus calderas y tras permanecer en servicio por un corto espacio de tiempo más, fue retirado del registro naval el 5 de enero de 1939 y posteriormente remolcado de La Spezia a Livorno, donde su casco fue utilizado para realizar pruebas.
Estos experimentos incluyeron una prueba del nuevo torpedo humano SLC Maiale, que más tarde fue utilizado por la Décima Flotilla de lanchas torpederas MAS, en La Spezia a principios de 1940. Durante la prueba, uno de los tres SLC llegó al barco y plantó con éxito explosivos simulados; estas armas se usaron más tarde para hundir los acorazados británicos HMS Valiant y HMS Queen Elizabeth durante Segunda Guerra Mundial.
En noviembre de 1940 y usando al explorador como barco objetivo, se llevaron a cabo pruebas con las nuevas lanchas explosivas M.T.M con cargas reducidas (Estas lanchas se utilizaron más tarde para hundir al crucero pesado británico HMS York en la bahía de Suda).
La prueba de la lancha M.T.M causó daños significativos al Quarto, incluso con los explosivos reducidos, y rápidamente se hundió.